# Dicranota (Paradicranota) concavista
Dicranota (Paradicranota) concavista is een tweevleugelige uit de familie Pediciidae. De soort komt voor in het Palearctisch gebied.